# Parahalomitra robusta
Espèce
Parahalomitra robusta est une espèce de coraux appartenant à la famille des Fungiidae.